# パリ・ワズ・ア・ウーマン
『パリ・ワズ・ア・ウーマン』（原題: Paris Was a Woman）は、1996年に製作されたイギリスのドキュメンタリー映画。グリータ・シラー監督。
日本では、1997年に第6回東京国際レズビアン&ゲイ映画祭にて上映された。

## キャスト
- ナレーター：ジュリエット・スティーヴンソン（声）
- モーリン・オール（声）
- ジリアン・ハンナ（声）
- マーガレット・ロバートソン（声）

アーカイヴ映像（クレジットなし）
- ジョセフィン・ベーカー
- コレット
- ジェイムズ・ジョイス
- マルコム・マゲッリッジ
- パブロ・ピカソ
- ガートルード・スタイン
- ポール・ヴァレリー